# Billy Burch
Harry Wilfred Burch (20 de novembro de 1900 - 30 de novembro de 1950) foi um atleta de hóquei no gelo canadense.
Profissional de hóquei, jogou para o Tigress Hamilton, Nova York Americans, Preto Chicago Hawks e Boston Bruins da National Hockey League. Embora nascido nos EUA, Burch mudou-se para Toronto, Ontaro em uma idade adiantada, onde ele cresceu jogando hóquei no gelo e futebol. Burch foi a segunda pessoa a ganhar o Hart Memorial Trophy (1925) e Lady Byng Memorial Trophy (1927), depois de Frank Nighbor. Ele foi introduzido no Hockey Hall of Fame em 1974. Burch também foi o último jogador ativo que tinha jogado para os Tigress de Hamilton. Depois da temporada de 1924-25, Shorty Green e Billy Burch liderou uma greve contra a propriedade. Foi a greve de jogadores pela primeira vez na história da NHL. Ele foi o primeiro jogador dos Estados Unidos para jogar na NHL. Em 2 de dezembro de 1925, Burch marcou o gol da NHL primeiro na cidade de Pittsburgh, como o New York Americans jogou o Pittsburgh Pirates, no Jardim Duquesne.

## Estatísticas da carreira
| 1922–23    | Hamilton Tigers     | NHL        | 10  | 6   | 2  | 8   | 2   | — | — | — | — | — |
| 1923–24    | Hamilton Tigers     | NHL        | 24  | 16  | 2  | 18  | 4   | — | — | — | — | — |
| 1924–25    | Hamilton Tigers     | NHL        | 27  | 20  | 4  | 24  | 10  | — | — | — | — | — |
| 1925–26    | New York Americans  | NHL        | 36  | 22  | 3  | 25  | 33  | — | — | — | — | — |
| 1926–27    | New York Americans  | NHL        | 43  | 19  | 8  | 27  | 40  | — | — | — | — | — |
| 1927–28    | New York Americans  | NHL        | 32  | 10  | 2  | 12  | 34  | — | — | — | — | — |
| 1928–29    | New York Americans  | NHL        | 44  | 11  | 5  | 16  | 45  | — | — | — | — | — |
| 1929–30    | New York Americans  | NHL        | 35  | 7   | 3  | 10  | 22  | — | — | — | — | — |
| 1930–31    | New York Americans  | NHL        | 44  | 14  | 8  | 22  | 35  | — | — | — | — | — |
| 1931–32    | New York Americans  | NHL        | 48  | 7   | 15 | 22  | 20  | — | — | — | — | — |
| 1932–33    | Boston Bruins       | NHL        | 23  | 3   | 1  | 4   | 4   | — | — | — | — | — |
| 1932–33    | Chicago Black Hawks | NHL        | 24  | 2   | 0  | 2   | 2   | — | — | — | — | — |
| NHL totals | NHL totals          | NHL totals | 390 | 137 | 53 | 190 | 251 | — | — | — | — | — |